# Буковно
Буко́вно (пол. Bukowno) — місто в південній Польщі.
Належить до Олькуського повіту Малопольського воєводства.

## Географія
Містом протікає річка Штола.

## Демографія
Демографічна структура станом на 31 березня 2011 року:
|          | Загалом | Допрацездатний вік | Працездатний вік | Постпрацездатний вік |
| -------- | ------- | ------------------ | ---------------- | -------------------- |
| Чоловіки | 5072    | 819                | 3577             | 676                  |
| Жінки    | 5437    | 821                | 3207             | 1409                 |
| Разом    | 10509   | 1640               | 6784             | 2085                 |